# Moore Car Corporation of America
Moore Car Corporation of America war ein US-amerikanischer Hersteller von Automobilen.

## Unternehmensgeschichte
W. G. Moore gründete 1917 das Unternehmen in Indianapolis in Indiana. Nach eigenen Angaben hatte er bereits seit der Jahrhundertwende mit Ransom Eli Olds Erfahrungen im Automobilbau gesammelt. Er wurde Präsident, I. E. Wemple Vizepräsident, F. D. Hill Sekretär und B. G. Hewitt Schatzmeister. Sie begannen im gleichen Jahr mit der Produktion von Automobilen. Der Markenname lautete Moore, gelegentlich auch Moore-Car. Noch 1917 endete die Produktion. Insgesamt entstanden nur wenige Fahrzeuge.
Andere US-amerikanische Hersteller von Personenkraftwagen der Marke Moore waren Moore Automobile Company und Moore Motor Vehicle Company.

## Fahrzeuge
Das einzige Modell war ein Einspurwagen. Das Fahrzeug hatte zwei große Räder wie ein Motorrad. Beidseits des Hinterrades befanden sich zwei kleine Stützräder, die auf Knopfdruck ein- und ausgefahren wurden. Der Zweizylindermotor kam von Sinclair. Er leistete 22 PS und trieb über ein Dreiganggetriebe und eine Kardanwelle das Hinterrad an. Die Höchstgeschwindigkeit sollte 144 km/h betragen. In der Werbung wurde hervorgehoben, wie einfach das Fahrzeug zu fahren sei.